# りあるる
『りあるる』は、みづきたけひとによる日本の漫画作品。『ビジュアルスタイル』（ビジュアルアーツ刊）において連載中。

## 概要
PCゲームでの美少女達との生活に憧れていた主人公。
ある日、PCゲームをプレイしながらため息をついていると、どこからともなく声が聞こえてきた。
なんと今プレイしていたゲーム内の主人公がPCの中から話しかけてきたのだった。
そして主人公はもうひとりの主人公と入れ代わって生活することになる。
PCゲームの世界からやってきたもう一人の主人公は現実世界で様々な出来事に遭遇する。
2013年8月12日現在、りあるるは28話まで描かれている。
みづきたけひと主宰のサークル観月堂から同人誌として「りあるる Extra stage」も販売されている。こちらは成人向けである。

## 登場人物
六堂司（りくどう つかさ）
PCゲームの世界からやってきたもう一人の主人公。本漫画の内容は主に司の現実世界での生活を描いている。出身ゲームは鬼畜系18禁ゲームということになっている。
有馬麻梨亜（ありま まりあ）
現実世界の人なのに、ゲーム世界から出てきたような典型的なツン娘。ちなみに、名前は回文になっている。
清風院清十郎（せいふういん せいじゅうろう）
主人公。もともと現実世界にいた人間。絵に描いたようなオタク。心優しいので司が調教した美少女（達?）の調教されぶりに振り回されているようである。